# 賢者之孫
《賢者之孫》是由吉岡剛創作並由菊池政治擔任插畫的日本輕小說作品，於2015年1月2日在成為小說家吧網站連載，截止至2021年7月累積銷售超過650萬本。後來改編漫畫發售，作畫是緒方俊輔，於漫畫網站「Young Ace UP」（ヤングエースUP）線上連載；電視動畫於2019年4月10日起AT-X電視台、WeTV 晚上首播。

2019年BookLive讀者票選異世界漫畫第8名。

## 劇情概述
講述了一個理應意外身亡的青年，以嬰兒姿態轉世到了異世界！結果被救國英雄──「賢者」梅林．沃夫特撿回家收養，並取名為「西恩」。西恩被當成孫子扶養長大，吸收了梅林畢生所學，練就出一身驚天本領。不過就在他十五歲的那年，梅林爺爺卻說：忘了教他常識了！因此，為了學習常識並結交朋友，西恩進入亞爾斯海特高等魔法學院就讀並展開了他的冒險之旅。

## 登場人物

### 主要人物
西恩·沃夫特（Shin Wolford，聲：小林裕介、弘松芹香（幼少期））
本作男主角。梅林和梅莉達的養孫子。高等魔法學院一年級S班的學生，魔人領攻略作戰後升至二年級S班。究極魔法研究會的會長，終極魔術師團的團長，沃夫特商會的會長。
原本是一名大約20多歲的普通單身上班族，但在某次下班途中為救人不幸發生車禍身亡（動畫版和漫畫版中為下班後的精神疲勞沒注意路況而闖紅燈）。死後轉生到異世界，1歲時在馬車隊中遭受魔物襲擊後倖存（唯一倖存，全員死狀悽慘）同時恢復前世的記憶和人格，其後被路過的梅林所救。由於沒有關於出身與父母的任何證明文件，所以梅林將收養西恩的那天定為西恩的1歲生日。因為轉生的關係，所以記得從嬰兒時期開始的所有事情。儘管擁有前世的記憶，但本人卻無法想起前世的名字和死亡時的詳細狀況。
因對異世界的各項事物具有強烈的好奇心（尤其是魔法），學習能力極強，梅林教的魔法只要一次就能學會。但梅林忘記教他基本常識，而且本人還不懂得自重而顛覆許多固有常識，讓周圍的人驚訝的啞口無言。
3歲就能使用魔法；5歲開始狩獵森林中的各種動物，和懂得使用異空間收納，並且跟米歇爾學習格鬥技術和劍法；8歲時向奶奶梅莉達學習附予魔法的基礎知識，其後能獨自開發出前所未有的魔道具，所以梅莉達便沒有再教導西恩附魔；10歲在梅林面前不費吹灰之力斬殺魔熊。梅林等長輩原本打算讓他在15歲成年時獨立生活，但於15歲生日之際發現他缺乏基本常識的問題。在接受迪賽姆的建議後，決定前往王都與人相處拓展人脈以及學習各種基本常識。在高等魔法學院的入學試中，以壓倒性的實力通過了考試，而以首席的成績入學。
其實力為終極魔術師團中的第1位，並被視為目前世上最強的魔法師，精通各種魔法，會使用魔法與劍術格鬥來應戰，且能同時發動三種魔法。由於每天都會進行控制魔力的訓練，使其魔力量異常龐大，無需詠唱便能發動高階的魔法，甚至（在不隱藏魔力的情況下）容易吸引大量魔物來襲。漫畫版中，部分曾經與梅林交戰的魔人認為西恩的力量不遜於梅林。經常會根據前世與今世的知識和記憶開發出前所未有的魔法和道具，不但能輕易地製作出國寶級和國家機密級別的魔道具，且還能刪除或改寫魔道具的附魔。於首次知道魔石的存在後，立即解開魔石生成的秘密，並成功以人工方式生產出魔石。
因史無前例的功績及異常強大的實力而被賦予「魔王」稱號被人崇拜著，但本人因認為「魔王」是無惡不作的象徵而感到非常羞恥。於魔人領攻略作戰開始前的世界高峰會時，因身為與斯托羅姆這個史上第一位有理性的魔人同時出現而被各方勢力認為兩者同時出現過於異常，並被認為這或許是神所寫的劇本，而獲得「神之使者」的稱號，但與「魔王」的稱號相同，認為非常羞恥實在不需要更多的稱號了。
對西希莉抱有好感，並在告白後與其訂婚。魔王戰役後正式和西希莉結婚，兩者婚後育有養子西爾法（シルバー），還有和西希莉所生的孩子夏洛特（シャルロット）和肖恩（ショーン）。
西希莉·馮·克洛德／西希莉·沃夫特（Sizilien "Sicily" von Claude／Sizilien "Sicily" Wolford，聲：本泉莉奈）
本作女主角。王國貴族，克洛德子爵家三女。高等魔法學院一年級S班的學生，魔人領攻略作戰後升至二年級S班。究極魔法研究會和終極魔術師團的成員之一。
留著藍色長髮，黑色雙瞳（小說版封面為藍綠色）且身材豐滿的藍髮美少女。個性溫柔有點天然呆，很愛哭，到哪都容易被追求，但生氣時卻跟其母同樣恐怖。
與瑪麗亞同為西恩來到王都後遇到的第一個人，也是西恩第一次交到的同年齡的朋友。與西恩首次見面時（被西恩拯救）就一見鍾情，但起初因為毫無戀愛經驗而不清楚自己的真實感情，而不敢向西恩表白。對西恩的佔有欲很強，也時常一個人陷入妄想。經常與西恩公然曬恩愛。接受西恩的告白後成為情侶，不久後訂婚成為未婚夫妻，將於騷動結束後與其結婚。
在高等魔法學院的入學試中，以第4位的成績入學。比起攻擊更擅長支援，如搜索魔物、在戰場上治療傷患。雖然其戰鬥力僅次於尤莉，為終極魔術師團的末位，但仍能輕鬆單獨討伐災害級魔物。曾在許多與魔人對峙的戰場上治療不少士兵和人民，而被人們稱為「聖女」崇拜著。在魔王戰役過後正式和西恩結婚，撫養養子西爾法（シルバー）的同時兼顧學業和職責，如願從高等魔法學院畢業。在結婚兩年後和西恩生下第二個孩子夏洛特（シャルロット），第三年生下第三個孩子肖恩（ショーン）。
奧古斯都·馮·亞爾斯海特（August von Earlshide，聲：小松昌平、島袋美由利（幼少期））
暱稱「奧古」，迪賽姆和茱莉亞的長子，梅伊的兄長，亞爾斯海特王國的皇太子。高等魔法學院一年級S班的學生，魔人領攻略作戰後升至二年級S班。究極魔法研究會和終極魔術師團的成員之一。
為人親切大方，頭腦聰明。在終極魔術師團中主要擔任指揮官的角色。由於自幼便在各方面的成績都十分優秀，而被稱為天才或神童，甚至被視為王國史上最強的王子。
西恩的摰友，認為西恩是和自己能夠保持平輩關係的首個真正的朋友而將他當成摯友，也很容易猜到他心裡的想法。是撮合西恩和西希莉的始作俑者。有時跟梅莉達同樣會責罵會作出顛覆常識舉動的西恩。
喜歡捉弄別人，被西恩認定是有捉弄他人惡趣味的腹黑王子。5歲時對伊莉莎白感興趣，因為她不會對自己獻媚，逐漸喜歡上她，對她很重視，現在與伊莉莎白是未婚夫妻，但也經常捉弄她。
與西恩相處之下，受其影響逐漸變成異常且強大的王子。在三國會談時擔任亞爾斯海特王國的代表。
在高等魔法學院的入學試中，以次席的成績入學。雖然魔法方面的實力遜色於西恩，但仍擁有良好的天份。非常喜歡使用雷屬性的攻擊魔法，更於魔人領攻略作戰中以雷擊秒殺眾人畏懼的災害級魔物而被人們稱呼為「雷神」，但本人與西恩等人一樣感到非常羞恥。儘管其實力為終極魔術師團中的第2位，並被視為目前世上第二強大的魔法師，與已隱退的「賢者」梅林齊名，但仍與西恩有著無法填補的差距。後來透過自學西恩同時發動三種魔法的技術而習得同時發動兩種魔法的技術。
瑪麗亞·馮·墨西拿（Maria von Messina，聲：若井友希）
王國貴族，墨西拿伯爵家次女。高等魔法學院一年級S班的學生，魔人領攻略作戰後升至二年級S班。究極魔法研究會和終極魔術師團的成員之一。
紅髮美少女。西希莉的好朋友，西希莉被不喜歡的男性追求時，經常會保護她。與西希莉同為西恩來到王都後遇到的第一個人，也是西恩的第一次交到同年齡的朋友。
經常為找不到適合自己的伴侶而煩惱，看到情侶恩愛會產生怨念。雖然為西希莉的戀情開花結果感到高興，但卻厭惡他們兩人公然曬恩愛。
在高等魔法學院的入學試中，以第3位的成績入學。比較擅長使用攻擊魔法，其實力僅次於奧古斯都，為終極魔術師團中的第3位。於魔人領攻略作戰期間因為她的戰鬥力強大而獲得「女武神」的稱號，但本人表示終於理解西恩和西希莉被旁人用稱號稱呼時的羞恥感。

### 沃夫特宅邸
梅林·沃夫特（聲：屋良有作）
《Extra Story》的主角。西恩的養祖父，梅莉達的前夫，被西恩稱為「爺爺」。與梅莉達聯手消滅世界上首次出現的魔人，被視為英雄般的存在，而被世人譽為「賢者」所尊敬，是全世界的男孩效仿的偶像。拯救嬰兒時的西恩，教導西恩各式各樣的魔法。
與梅莉達曾經是夫婦，兩人曾有過兒子名叫「史雷」。兒子犧牲後，兩人都對自己無法保護兒子而感到後悔，之後甚至離婚。
魔法實力高強，尤其擅長各種攻擊魔法，擁有無詠唱的強大實力，非常喜歡使用火焰魔法。在還未出現魔人前被稱為「破壞神」、「業火魔法師」，本人視為黑歷史並以年少輕狂帶過。
梅莉達·鮑溫（聲：高島雅羅）
西恩的養祖母，梅林的前妻，被西恩稱為「奶奶」。與梅林聯手消滅世界上首次出現的魔人，被視為英雄般的存在，並且發明了各式各樣的魔道具，大幅改善了民眾的生活，而被世人譽為「導師」所尊敬，是全世界的女孩效仿的偶像。
與梅林曾經是夫婦，兩人曾有過兒子名叫「史雷」。兒子犧牲後，兩人都對自己無法保護兒子而感到後悔，之後甚至離婚。
魔法實力高強，擅長附予魔法，對誇大自己功績歌功頌德的言論和書籍感到無奈與頭痛，稱自己年輕時是年少輕狂。
史雷·沃夫特
梅林和梅莉達的兒子。小時候相當頑皮，也繼承了兩人的魔法才能，卻想成為一名魔法道具工匠。
原本通過高等魔法學院的入學考試卻拒絕入學（主因是凱爾·麥克林變成魔人卻是當時的魔法師團所造成的），跟著梅林和梅莉一起離開王都外出旅行。
在旅行的途中，遇到到當時還是個菜鳥神子的葉卡捷琳娜。同齡的兩人很快便意氣相投，沒多久便發展成戀愛關系，之後與其訂婚。最後在討伐了魔化龍戰鬥中為了保護葉卡捷琳娜而死。
史提夫（聲：伊原正明）
沃夫特宅邸的管家。
瑪莉卡（聲：難波祐香）
沃夫特宅邸的女僕長。
克雷爾（聲：広瀬淳）
沃夫特宅邸的廚師長。

### 亞爾斯海特王國

#### 終極魔術師團
西恩·沃夫特
終極魔術師團的團長。詳見「西恩·沃夫特」。
奧古斯都·馮·亞爾斯海特
詳見「奧古斯都·馮·亞爾斯海特」。
西希莉·馮·克洛德
詳見「西希莉·馮·克洛德」。
瑪麗亞·馮·墨西拿
詳見「瑪麗亞·馮·墨西拿」。
托爾·馮·弗雷格（聲：志田有彩）
王國貴族，弗雷格男爵家的嫡長子，為奧古斯都的護衛之一。高等魔法學院一年級S班的學生，魔人領攻略作戰後升至二年級S班。究極魔法研究會和終極魔術師團的成員之一。
特徵是銀髮帶眼鏡，中性的外貌。已有婚約。
在魔法學院的入學試中，以第6位的成績入學。
尤利烏斯·馮·利特海姆（聲：河本啓佑）
王國貴族，利特海姆侯爵家的嫡長子，為奧古斯都的護衛之一。高等魔法學院一年級S班的學生，魔人領攻略作戰後升至二年級S班。究極魔法研究會和終極魔術師團的成員之一。言行舉止都像個武士，已有未婚妻。
由於利特海姆侯爵家為騎士家族，所以自幼接受相關訓練，但入讀高等魔法學院後因著重於魔法的訓練而沒有練習劍術格鬥的機會，使其對自身的劍術缺乏自信，而且本人認為自己更擅長徒手格鬥。
在魔法學院的入學試中，以第10位的成績入學。本身不擅長魔法，透過自身努力而進到魔法學院的S班，較常用身體強化魔法強化肉體進行近身戰。
愛莉絲·柯納（聲：久保田未夢）
高等魔法學院一年級S班的學生，魔人領攻略作戰後升至二年級S班。究極魔法研究會和終極魔術師團的成員之一，「魔法少女Cute Three」中的一員「Cute Red」。
個頭矮小，常被誤當成幼女，很討厭被人說自己嬌小。性格活潑可愛又少根筋，有時會穿著睡衣上學。
父親為海格商會的商人，但本人認為自己沒有商業方面的才能而選擇成為魔法師。
在魔法學院的入學試中，以第5位的成績入學。於魔人領攻略作戰期間因為使用大範圍魔法攻擊殲滅襲擊聯軍的魔物而被稱為「殲滅魔法美少女」，但本人表示絕對不使用這稱號。
最後與西希莉的哥哥羅伊斯·馮·克洛德結婚
琳恩·休斯（聲：山口愛）
高等魔法學院一年級S班的學生，魔人領攻略作戰後升至二年級S班。究極魔法研究會和終極魔術師團的成員之一，「魔法少女Cute Three」中的一員「Cute Blue」。
性格認真的三無眼鏡少女。
在魔法學院的入學試中，以第7位的成績入學。
喜愛沉浸在魔法之中。經常操控魔力不當而自爆，後來被稱為「失控少女」。
東尼·弗列德（聲：小林千晃）
高等魔法學院一年級S班的學生，魔人領攻略作戰後升至二年級S班。究極魔法研究會和終極魔術師團的成員之一。
長相帥氣，又是個現充，有多位女朋友。學會了傳送門後，奧古斯都要求他處理好與異性之間的關係。
出身於騎士家族，所以自幼接受相關訓練。但因不滿騎士培訓士官學院的男女比例，而不顧父母反對放棄進入騎士培訓士官學院而跑來就讀高等魔法學院。在魔法學院的入學試中，以第9位的成績入學。
其戰鬥力僅次於瑪麗亞，為終極魔術師團的第4位。戰鬥方式與西恩類似，會使用劍術格鬥與魔法來應戰。於魔人領攻略作戰期間因其使用劍術加上魔法來戰鬥的方式而被周遭的人賦予「魔劍士」的稱號。後來透過父親的特訓而習得二刀流的戰鬥方式。
尤莉·卡爾頓（聲：長妻樹里）
高等魔法學院一年級S班的學生，魔人領攻略作戰後升至二年級S班。究極魔法研究會和終極魔術師團的成員之一。
性格成熟且身材很性感。對附魔魔法很感興趣。家族經營旅館。魔人領攻略作戰後，經常在賓恩工坊兼職，磨練附魔的技術。
在魔法學院的入學試中，以第8位的成績入學。
於魔人領攻略作戰期間使用了跟梅莉達學習附魔魔法後自製的魔法道具而被在場的指揮官稱為「導師傳人」。
馬克·宾恩（聲：葉山翔太）
高等魔法學院一年級S班的學生，魔人領攻略作戰後升至二年級S班。究極魔法研究會和終極魔術師團的成員之一。
出身於賓恩工坊，自幼便接受相關訓練，但本人無意想繼承工坊。
與奧麗維亞是青梅竹馬，現正交往中。在小說版和漫畫版中已暗示兩人已發生過性關係。
原本是A班的學生，由於懂得使用異空間收納，而允許加入究極魔法研究會。接受西恩的訓練後變得過於強大而在暑假過後轉入S班。
雖然無意想繼承賓恩工坊，但仍會以製作道具或飾物作嗜好，接受梅莉達的附魔指導後也會製作魔道具。
奧麗維亞·史東（聲：佐藤沙耶）
高等魔法學院一年級S班的學生，魔人領攻略作戰後升至二年級S班。究極魔法研究會和終極魔術師團的成員之一。
家族經營國內著名餐廳石窯亭，經常會於餐廳中當侍應。
與馬克是青梅竹馬，現正交往中。在小說版和漫畫版中已暗示兩人已發生過性關係。
原本是A班的學生，由於懂得使用異空間收納，而允許加入究極魔法研究會。接受西恩的訓練後變得過於強大而在暑假過後轉入S班。
後來利用侍應的經驗與傳送門，開發出特別的移動方式，於戰場中為夥伴們提供支援。

#### 王族、貴族
迪賽姆·馮·亞爾斯海特（聲：星野充昭）
亞爾斯海特王國現任國王，奧古斯都和梅伊的父親。與賢者夫婦為年輕時的舊識，經常會到梅林家中吐苦水。被西恩稱為「迪斯叔叔」，很關心西恩，視西恩為姪子。
與西恩相處時一直隱瞞其國王的身份，直至西恩15歲時才表明身份，導致西恩在王國內對任何人都是一視同仁。
高等魔法學院的畢業生，學生時期曾參與過討伐已變成魔人的凱爾·麥克林的作戰，於戰鬥中差點被殺時被梅林和梅莉達所救。畢業後不顧王室反對，擅自與梅林一家離開王都外出旅行，導致日後在妻子面前抬不起頭。在旅行途中結識了葉卡捷琳娜和亞倫，三人為梅莉達的學生。史雷於魔化龍討伐戰中犧牲，導致梅林和梅莉達的隊伍解散，之後回國繼承王位。
在西恩15歲生日之際，得知其魔法實力和缺乏基本常識的問題後，建議他前往王都入讀高等魔法學院以與人相處拓展人脈和學習各種基本常識，並跟梅林和梅莉達兩人約定不會利用西恩進行政治或軍事用途。得知西恩在附魔方面的實力後，因與奧古斯都認為西恩所開發的魔道具能顛覆戰場，會成為引發戰爭的導火線，而警告西恩等人必須保密，並與梅莉達以國家機密等級嚴密管控著並防堵各項消息外流。
由於允許葉卡捷琳娜擅自稱呼西恩為「神之使者」（為了安撫民眾而利用西恩進行政治用途），而遭到梅莉達教訓。在西恩、西希莉和瑪麗亞三人的16歲生日派對中，與葉卡捷琳娜和亞倫一起向西恩道歉。
茱莉亞·馮·亞爾斯海特
亞爾斯海特王國現任王后，奧古斯都和梅伊的母親。
梅伊·馮·亞爾斯海特（聲：雛乃木真彩）
亞爾斯海特王國王女，奧古斯都的妹妹，也把西恩視為自己的哥哥。「魔法少女Cute Three」一員「Cute Yellow」。
個頭矮小，經常被伊莉莎白的胸部壓到而差點窒息。
在魔法方面的天賦不遜於奧古，年僅10歲卻於究極魔法研究會的集訓時只靠著在一旁觀摩便學會魔力控制。之後更學會西恩所教導的異空間收納術，被終極魔術師團的其他成員視為競爭對手。後來為準備西恩的16歲生日禮物，而在愛莉絲、琳恩和尤莉三人的教導下學會附魔。
伊莉莎白·馮·卡洛爾（聲：南雲希美）
暱稱「伊莉」，奧古斯都的未婚妻，卡洛爾公爵家次女。經常被奧古捉弄。巨乳，她的胸部經常被梅伊稱為「兇器」。
小時候對奧古不感興趣，並覺得他很煩，但後來喜歡上他，現在兩人是未婚夫妻。常抱怨奧古不常陪她，而且因為奧古一直談到西恩甚至誤會與其兩人的關係，所以奧古跟其他人親近時很容易吃醋。
賽希爾·馮·克洛德（聲：田坂浩樹）
西希莉的父親，王國貴族，克洛德子爵家現任當家。
艾琳·馮·克洛德（聲：岡本麻彌）
西希莉的母親，王國貴族。
生氣時卻很恐怖。
羅伊斯·馮·克洛德
西希莉、賽西莉亞和希爾薇雅的哥哥，王國貴族，克洛德子爵家長子兼下任當家的候選人之一。
從高等經法學院畢業後便獨立生活，後來於沃夫特商會就職。
較害怕母親、賽西莉亞和希爾薇雅。
賽西莉亞·馮·克洛德
西希莉的姐姐，王國貴族，宮廷魔法師團所屬的魔法使。
從高等魔法學院畢業後便於魔法師團就職並獨立生活。
希爾薇雅·馮·克洛德
西希莉的姐姐，王國貴族，宮廷魔法師團所屬的魔法使。
從高等魔法學院畢業後便於魔法師團就職並獨立生活。
（聲：土田大）
卡特的父親，王國貴族，里茨巴庫伯爵家現任當家。

托爾的未婚妻，王國貴族。

尤利烏斯的未婚妻，王國貴族。
言行舉止都像個武士的妻子。

#### 騎士團、魔法師團、警備局
米歇爾·科林格（聲：川原慶久）
亞爾斯海特王國近衛騎士團的前任團長，被稱為「劍聖」的男人。
被西恩稱為「米歇爾大叔」，從小教授西恩各種劍術與武術。
剛加入騎士團時，曾參與過討伐已變成魔人的凱爾·麥克林的作戰，於戰鬥中差點被殺時被梅林和梅莉達所救。事後四處斬殺魔物磨練劍術。
迪賽姆跟梅林一家離開王都外出旅行時，以護衛身分陪同。
擁有極強的劍術，能在沒有使用振動劍的情況下斬殺災害級魔物。
克莉絲汀娜·海登（聲：古賀葵）
近衛騎士團所屬的騎士，國王的現任貼身護衛之一。
被西恩稱為「克莉絲姐姐」，西恩小時候常伴隨國王迪賽姆到西恩家，與西恩有所交情。常和齊格鬥嘴，常抱怨自己身邊沒有好男人，學生時期不受男性歡迎。
齊格弗里德·马克斯（聲：金子誠）
宮廷魔法師團所屬的魔法使，國王的現任貼身護衛之一。
被西恩稱為「齊格哥哥」，西恩小時候常伴隨國王迪賽姆到西恩家，與西恩有所交情。是個花花公子，常和克莉絲鬥嘴。
多米尼克·卡斯托尔（聲：小山剛志）
近衛騎士團的現任總長。曾參與過討伐已變成魔人的凱爾·麥克林的作戰，也認識當年的魔法師團團長，和相當敵視讓凱爾·麥克林背黑鍋的魔法師團部隊長。
鲁帕·奥格兰（聲：保村真）
魔法師團的現任團長。對於因當年魔法師團的腐敗而變成魔人的凱爾·麥克林感到無比的歉意。
丹尼斯·維勒（聲：島田岳洋）
警備局的現任局長。
奥尔托·里卡曼（聲：狩野翔）
警備局捜査官之一。
卡洛斯·貝爾
警備局捜査官之一。

#### 三大高等學院
阿爾弗雷德·馬卡斯（聲：駒田航）
高等魔法學院一年級的S班教師，西恩等人的班導師。已婚。以前從屬於魔法師團。
克萊斯•羅伊德（聲：手塚弘道）
騎士培訓士官學院一年級學生的首席。
米蘭達•華勒斯（聲：吉七味。）
騎士培訓士官學院一年級學生的次席，魔人領攻略作戰後升至二年級的首席。
由於不受男性歡迎，而與瑪麗亞和克莉絲汀娜意外合得來。
經常與瑪麗亞兼職魔物獵人的工作，磨練劍術和戰鬥技術。後來於魔人領攻略作戰中表現活躍，以西恩的招式擊殺災害級魔物。
在西恩、西希莉和瑪麗亞三人的16歲生日派對中，經西恩介紹拜米歇爾為師，並獲得西恩所贈送的振動劍。
（聲：新祐樹）
騎士培訓士官學院一年級的學生。
（聲：濱野大輝）
騎士培訓士官學院一年級的學生。
莉莉亚·杰克逊
東尼的初戀對象兼現任女友，是高等經法學院的學生。

初等學院的學生。

湯姆的兒子，初等學院的學生。

#### 國民
湯姆·海格（聲：最上嗣生）
海格商會代表商人。
哈羅德·賓恩（聲：坂口候一）
馬克的父親，著名工坊「賓恩工坊」的老闆。

### 布魯斯菲亞帝國
赫拉度·馮·布魯斯菲亞（聲：家中宏）
曾是為貴族，原名叫「赫拉度·馮·里士滿」，是透過貴族院選舉選出的現任兼末代皇帝也是讓奧利弗·斯托羅姆失去一切變成魔人的元兇，擅長鬥垮別人，也針對敵對候選人所屬的公爵家行使陰謀詭計，但在政治能力方面，堪稱是個無能之輩，他只相信對自己有利的報告，不利於己的報告便擱置不理，加上自我表現欲強烈。
小說中在亂軍之中不知死到誰手上（應該是死在奧利弗手上）；漫畫被傑斯特殺死；動畫則被奧利弗親手殺死。帝國也幾乎被斯托羅姆的部下和斯托羅姆所魔化成魔人的平民們毀滅，因赫拉度在擔任皇帝前後的所作所為，也可說是帝國被毀滅的元凶。
艾莉亞（聲：坂本真綾）
奧利韋拉·馮·史特拉迪烏斯（奧利弗·斯托羅姆）的妻子，已懷孕。
在丈夫擔任公爵期間施行仁政遭到當時赫拉度為首的公爵們和貴族的陷害使其領民造反，受到波及連同肚子的小孩都慘遭殺害。

### 伊蘇神聖國
阿蒙·富勒
創神教大主教。在三國會談時擔任伊蘇神聖國的代表。
因為擅長投資，控制了教國大部分的財產。但是人品極差且相當好色，玩弄過不少女性。妄想得到西希莉，後來被傑斯特洗腦後更派人試圖擄走。
最後被取消代表資格，並被押回國內，估計會被判死刑。
哈米爾·馬基納
創神教主教，三國會談後成為了新任大主教。在三國會談時擔任伊蘇神聖國的副代表。
對於阿蒙·富勒滿足自身欲求的行為感到很頭痛。後來因阿蒙·富勒想得到西希莉，並且派人試圖擄走這種會讓伊蘇神聖國滅亡的行為，使他忍無可忍並與其他伊蘇神聖國的使節團全員一致同意取消阿蒙·富勒的代表資格，並將其人直接押回國內。之後代表伊蘇神聖國向西恩跟西希莉道歉，並表示兩人的婚禮會由教皇親自主持作為賠罪。在三國會談中，取代失去代表資格的阿蒙·富勒，作為伊蘇神聖國的代表與奧古和烏薩瑪達成協議。
葉卡捷琳娜·馮·普魯士
創神教現任教皇，伊蘇神聖國現任元首。在少女時期，為進行神子修行，曾加入賢者梅林和導師梅莉達組成的小隊，稱梅莉達為「師傅」，並與其兒子史雷成為戀人，史雷死後回國被稱為「聖女」，後來成為了教皇。
十分了解《英雄物語》和現實的差距。酒量極差，在西恩的16歲生日派對中醉酒，並要求西恩或西希莉叫她「媽媽」。
於魔人領攻略作戰開始前的世界高峰會時擅自稱呼西恩為「神之使者」（為了安撫民眾而利用西恩進行政治用途），而遭到梅莉達教訓。在西恩、西希莉和瑪麗亞三人的16歲生日派對中，與迪賽姆和亞倫一起向西恩道歉。

### 艾爾斯自由貿易同盟國
亞倫·傑尼斯
艾爾斯自由貿易同盟國的總統。在年輕時期曾加入賢者梅林和導師梅莉達組成的小隊，從梅莉達身上習得談判技巧而稱梅莉達為「師傅大人」。小隊解散時，梅莉達也轉讓了幾樣自己開發的魔道具的販售權給他。
由於迪賽姆允許葉卡捷琳娜擅自稱呼西恩為「神之使者」（為了安撫民眾而利用西恩進行政治用途），自己沒有阻止而遭到梅莉達教訓。在西恩、西希莉和瑪麗亞三人的16歲生日派對中，與迪賽姆和葉卡捷琳娜一起向西恩道歉。
烏薩瑪·納巴爾
艾爾斯自由貿易同盟國外交官。在三國會談時擔任艾爾斯自由貿易同盟國的代表。

### 达姆王国
雷夫·波特曼
是达姆王国的军方最高统帅，担任军务司令长官一职。也是签署世界联盟中達姆王國的代表，但他對於终极法师团里西恩和西希莉那两人的称号就是感到不满，同时也是不承认圣女和使者这两个称号的少数派之一。
希伊洛·卡顿
原本是隶属于达姆骑士团的剑士，忽然觉醒了魔法才能兼前世的記憶。跟西恩·沃夫特一樣是轉生者

### 魔人
奧利弗·斯托羅姆（聲：森川智之）
原布魯斯菲亞帝國貴族，原名叫「奧利韋拉·馮·史特拉迪烏斯」，也是拥有帝位继承权的史特拉迪烏斯公爵的當家。
因2年前在擔任公爵期間施行仁政遭到當時赫拉度為首的公爵們和貴族的陷害使其領民造反，其妻（連同肚子裡的小孩）被殺害，使他在憤怒下變成魔人並把自己的領地摧毀。
是史上第一位有理性的魔人，魔人化後發誓將對帝國內上至皇帝、下至貴族平民等所有一切盡數毀滅，利用部下和魔化成魔人的平民們摧毀了布魯斯菲亞帝國。
摧毀了帝國後失去了目標，並放任其他魔人自由活動，自己就醉心於魔物的研究與實驗。有時會從傑斯特的報告中了解魔人與人類間的近況作娛樂，並會為傑斯特提供援助，如教授將人類和動物變成魔物的方法、以魔力控制人心的方法。於魔人領攻略作戰前夕給予了傑斯特幾隻作為實驗品的災害級魔物。
米莉亚（聲：大原沙耶香）
斯托羅姆的部下。外貌是金髮富有魅力的美女。原本是魔物猎人，卻被當時一名帝國贵族盯上並拒絕当情妇，但那位帝國贵族被她拒絕之後杀了她的家人並派追兵追捕，當追兵逮到她時被奧利弗·斯托羅姆所救。
對斯托羅姆抱有好感。摧毀帝國後，與斯托羅姆進行了讓魔人生兒育女的實驗，而懷有斯托羅姆的孩子。
杰斯特（聲：津田健次郎）
斯托羅姆的部下。原布魯斯菲亞帝國的偵察部隊的首領，因偵察部隊一直以來得不到布魯斯菲亞帝國的高層的賞賜還被帝國的高層羞辱其偵察部隊和為殉職人員家屬提出一些補償也被拒絕（帝國高層為擺脫其麻煩而派人謀害殉職人員家屬），而投靠奧利弗並向帝國的高層報仇。
帝國滅亡後斯托羅姆已喪失目標，而指示部下誘導與斯托羅姆分道揚鑣的魔人襲擊各國，藉此試探西恩等人的實力，和使斯托羅姆有了更進一步的目標。
亞貝爾
斯托羅姆的部下，隸屬於杰斯特底下的幹部成員，原布魯斯菲亞帝國的偵察部隊隊員之一。
因想兌現已殉職好友扎克的承諾並照顧好他妹妹，但布魯斯菲亞帝國的高層為擺脫其麻煩竟派軍隊人員去謀害扎克的妹妹（強姦她並將她絞死），因此在變成魔人前與勞倫斯等人一起動手殺死謀害扎克的妹妹的帝國高層和其動手的軍隊人員。
勞倫斯（聲：杉山紀彰）
斯托羅姆的部下，隸屬於杰斯特底下的幹部成員，原布魯斯菲亞帝國的偵察部隊隊員之一。
帝國滅亡後，在杰斯特的指示下誘導與斯托羅姆分道揚鑣的魔人襲擊各國，並暗中分析西恩等人的實力與弱點。
法布羅
原為受到布魯斯菲亞帝國壓榨的平民之一，受到斯托羅姆的影響魔化成了魔人。
卡特·冯·里茨巴库（聲：增岡大介）
原亞爾斯海特王國貴族，里茨巴庫伯爵家長子，高等魔法學院一年級A班的學生。
被斯托羅姆洗腦成跟帝國的貴族一樣高傲又自負，最後接受不了自己不如西恩一般優秀而墮落，受到斯托羅姆影響而變成魔人。
變成魔人的卡特在魔法學院裡失控襲擊西恩，跟西恩進行了激烈的戰鬥，最後為避免有死傷者而被西恩斬首殺死。在王國查出魔化實驗的幕後黑手前，迪賽姆下令西恩等人嚴禁向外界透露相關情報包括卡特的身份，以保障卡特的家族不會遭受不公平的待遇。
魔人化後的卡特，儘管魔力大增，但西恩卻認為他只能匹敵魔物化的獅子和老虎（災害級魔物），與過去能夠威脅整個國家的魔人有明顯的差距。
凱爾·麥克林
原亞爾斯海特王國魔法師團的成員，從小和梅林是好友。在高等魔法學院就學期間認識梅莉達，就學期間被人稱為「秀才麥克林」跟梅林齊名，相當引人注目。
以首席的成績從高等魔法學院畢業後進入了魔法師團，但當時的魔法師團部隊長是個狡猾的男人，沒有為凱爾給出公正的評價，並將凱爾的功勞佔為己有。最後其上司陷害凱爾讓凱爾為自己背黑鍋，使凱爾遭到憲兵逮捕。當時凱爾有個未婚妻，但那個未婚妻卻與魔法師團的前輩偷情並在凱爾跟憲兵回家時目擊，使他在憤怒下變成人類史上第一個魔人並殺死其未婚妻、魔法師團的前輩和跟著凱爾回家的憲兵。魔人化後的凱爾四處破壞城鎮、襲擊人民，並消滅了不少軍人和魔物獵人，還差點毀滅整個亞爾斯海特王國，最後被梅林與梅莉達聯手消滅。
事後梅林與梅莉達針對凱爾身上發生的事展開調查，結果查到了魔法師團部隊長的不法行為後將此人處刑並清算與部隊長同謀的部屬和針對騎士團和魔法師團的工作規章大幅修改。而因那時事件使當代魔法師團團長下台。
由於凱爾魔人化的理由涉及王國中魔法師團的嚴重腐敗醜聞，凱爾的一切情報包括身份都被王國（尤其是王國的魔法師團）所隱瞞，時至今日大部分人都認為某位高階魔法師在發動高階魔法時失敗而魔人化。

## 用語

### 魔法
魔法
操縱蘊藏在大氣中的魔力，根據施法者腦海中的想像概念所發動的技能。通過每天練習魔力控制，可以使可控制的魔力量增加，因而使用更強大的魔法。而為了更容易想像而吟唱是常有的事，但梅林原本是以魔力控制；而非詠唱為基礎的魔法師，而西恩也沿襲了這一點（雖然也有會因為中二病而尷尬的原因在）。在梅林和西恩的指導下，終極法師團、亞爾斯海的魔法師團等精通無詠唱魔法的魔法師越來越多。廣義來說，有產生並發射火與風的「放射系魔法」、將魔法融入道具的「附予魔法」、以及提高使用者身體能力的「身體強化魔法」。
附予魔法
通稱「附魔」，以魔力對物件編寫文字使其成為魔道具的魔法。各項物件因材料差別有字數限制。
異空間收納
開創小型的異度空間，可以用來存放物品。然而，該魔法卻無法存放仍然生存的生物。
偵察魔法
一般魔法師是將自身魔力擴散至周圍而發動，而西恩則是以雷達的意象加以想像而發動。
傳送門（Gate）
西恩參考異空間收納在空間上開洞的原理，以此而創造出的魔法。能讓人們前往使用者曾經到過的地方。
與常識的轉移魔法不同，轉移魔法是分解後重組，因此西恩光想像就覺得恐怖。
光學迷彩
由西恩開發的魔法，藉由扭曲光線的路徑來使得身影消失。
浮游魔法
在與斯托羅姆戰鬥過後，為了要重現當時斯托羅姆所使用的魔法而開發而成。能將重力反轉，讓物體漂浮於空中。使用此魔法時能以風魔法調整飛行的方向和速度。
魔道具
魔法道具，在物品之上附與魔法的道具。只要往其中注入魔力即可發動魔法，所以即使不是魔法師也能使用。由於在「導師」梅莉達的推廣下，魔道具被廣泛的應用於不同領域，在日常生活中可以看到各式各樣的魔道具。以魔石作為魔力來源的魔道具被稱為「常駐型魔道具」。
振動劍
西恩以附予魔法「超音波振动」製作的劍，削鐵如泥，後來更改良成可快速替換劍刃的換刃劍。
因被視為可以顛覆戰場的武器，被「導師」梅莉達與國王迪賽姆以國家機密等級嚴密管控著並防堵各項消息外流。此外，由於振動劍極為鋒利，使近衛騎士團總長多米尼克和克莉絲汀娜認為劍士們如果依賴此劍可能會疏忽練習，導致劍術倒退，而沒有打算引進騎士團。沃夫特商會的商人認為振動劍的附魔能讓各種金屬變得極為鋒利，可能會導致工匠們的技術退化，而不被列為商品。
噴氣靴
附加上了「空氣噴射」的靴子，使靴子能噴射出空氣，如果能夠熟練運用的話，會給予使用者強力的機動性。
之後為沃夫特商會的商品之一。後來被各國大量訂購，成為亞爾斯海特王國和其他國家的軍方裝備。
戰鬥服
終極魔術師團的制服。西恩負責設計和裝飾，賓恩工坊負責製作。
附有防禦魔法和物理攻擊的雙重防禦魔法，還有防污、自動回復、快速溫度調節、光學迷彩等魔法，動畫版及漫畫版中還追加浮游魔法的附魔。
項鏈
常駐型魔道具，西恩向終極魔術師團的所有成員、梅林、梅莉達和沃夫特宅邸的僕人們贈送的魔石配飾。
附有「排除異物」的魔法，讓使用者在佩戴時消除毒性和其他異物進入體內，如毒氣、過量的酒精和過量的營養等。根據梅莉達所推測，「排除異物」的附魔可能會將腹中胎兒定義為身體異物而導致流產，因此該道具可能不適合孕婦使用。西恩打算之後改寫該道具的附魔，由「排除異物」改為「維持健康」。
通訊機
西恩參考前世的電話所開發的魔道具，能讓使用者進行遠程通訊。
西恩以土電話的方式開發出有線型通訊機。其原理是在話筒附魔「語音接收發送」，並以魔物化的大蜘蛛所產出的蜘蛛絲作電話線連接。起初只給予軍方和各國進行通訊。
西恩知道魔石的存在後以手機的方式開發出無線型通訊機，並分發給究極魔法師團各人使用。
呪符
在庫瓦隆生產的魔法工具。由粉碎的魔石與墨水混合的魔法墨水，寫上庫瓦隆文字並附魔上呪符而成，一開始需使用魔力啟動呪符。一旦發動呪符，其魔法效果就會持續到魔石的魔力消失為止。
魔物
生物無法控制魔力時所變成的存在，共通點是眼睛呈現紅色且性情變得暴躁。當變成魔物後，基本上還是原來的動物，但肉體被魔力強化，而且作為動物的本能變得更為劇烈，甚至一隻小型動物也會被視為災難威脅。且因性質發生變化，所以肉不能食用，但是利爪、犬齒、毛皮等已被出售作為魔道具的材料。
有分小型、中型、大型和災害級，愈大型威脅度愈高，但體積大的生物通常不易魔化成魔物，富有知性的龍也不容易魔化。災害級魔物必須出動軍隊才能夠勉強討伐，災害級魔物更被軍人視為心理創傷的製造機器。
魔人
人類魔物化後所變成的存在，被視為能夠毁滅國家的存在。
除了智能之外，他們還增加了魔力控制的力量，並允許他們無需詠唱就能夠使用強大的魔法。
一般而言，人類天生能控制魔力，越擅長魔力控制的人，越難會變成魔人，但一旦魔人化後卻特別強大。
而事實上，人類的魔物化，除了要有魔力失控的要件外，心裡還要懷有強烈的憎恨，才能夠導致人類魔物化。
魔石
魔力的結晶。通過將其合併到魔道具中，它可以永久保持其啟動狀態。它通常是由高壓和地層深處的熱量長時間產生的，很少在火山附近的礦井中開採。它的條件鮮為人知且昂貴，但西恩明白這一點。西恩曾經以魔法生產出人工魔石，從而證實生成魔石的必需條件。

### 國家
亞爾斯海特王國
四大國之一，但布魯斯菲亞帝國滅亡後改稱為三大國之一。國旗上畫有「金龍」作為象徵。
儘管有貴族和普通百姓的地位制度，但歧視早已基本消除（亞爾斯海特過去執行的貴族思想改革），戀愛是自由的，但男女之間的約會基本上以未來的婚姻為前提。在王室的制度下，王室成員和貴族都嚴禁在學院內行使權力，從而避免扼殺人材。
三大高等學院
亞爾斯海特王國所設立的高等學院總稱。採用實力至上主義挑選學生，可培養未來的軍事和文官人才。每年每所學校最多可招收100名學生。
亞爾斯海特騎士培訓士官學院
亞爾斯海特王國培訓騎士指揮士兵保衛國家的學院，裡頭聚集了體能卓越的男女學生。男女比例是九比一。
制服與其他高等學院一樣採相同設計，但制服顏色主要以代表「熱血」的紅色為主。
亞爾斯海特高等經法學院
亞爾斯海特王國的國民學習經濟與法律的學院，也是培養商人與文官的地方，又被稱作「王國智囊團」。雖然不具備戰鬥能力，但若是沒有那些人在的話，國家就無法運作起來。男女比各半。
每年級分別有A班、B班、C班和D班，共4班。每個班別各自編入25名學生。
制服與其他高等學院一樣採相同設計，但制服顏色主要以代表「知識」的綠色為主。
亞爾斯海特高等魔法學院
亞爾斯海特王國在魔法方面天資卓越的人就讀的高等教育機構，設立給完成15歲以前中等教育的人，目的是要讓那些人進一步磨練自己。
每年級分別有S班、A班、B班和C班，共4班。成績優秀的前10名學生會被編入S班，其他班別各自編入30名學生。終極魔術師團成立後，西恩等人所屬的S班人數追加2人，被視為特別安排的例外。
制服顏色主要以代表「冷靜」的藍色為主，所以是藍色外套搭配黑色長褲。女學生是穿著黑色百褶裙，領帶部分則換成鍛帶。西恩入學那年的一年級生是係紅色領帶，二年級生是藍色領帶，三年級生則是綠色領帶，明年就輪到新生系綠色領帶。
究極魔法研究會
全員為西恩等人所屬的S班全班加上A班2人的12人，入會條件為可以使用異空間收納。
研究會創辦目的為「追求究極魔法」活動內容主要是學習西恩的魔法知識。由於成員們因西恩的知識和訓練而成長得過於強大，讓奧古斯都擔心西恩的知識和魔法構思會使人類發展出能毁滅世界的魔法，而下令嚴禁把相關知識透露給外界。
終極法師團
以西恩為首的特殊戰鬥部隊，由究極魔法研究會的12人編排而成的。由於成員實力過於強大，每人都可獨自輕鬆討伐災害級魔物，編排入國家戰力會引發國際問題，所以直接歸屬於奧古斯都指揮，作為世界性的維安部隊運作。本來是要等到全員畢業後才正式成立，但在奧古斯都進行皇太子的儀式時，因魔人騷動爆發而正式成立的。
海格商會
亞爾斯海特王國的著名商會。
賓恩工坊
亞爾斯海特王國的著名工坊，主要製作並出售武器、生活用品和飾物，後來協助西恩製作他和終極魔術師團的裝備，甚至成為西恩和沃夫特商會的專屬工坊。

亞爾斯海特王國的著名餐廳。
沃夫特商會
西恩所建立的商會，主要出售西恩所開發的商品和魔道具。小說版中在奧古斯都和艾琳的建議下所建立的；漫畫版中在梅莉達的建議下所建立的。
布鲁斯菲亚帝国
四大國之一。該帝國皇帝並非採世襲制，而是透過貴族院選舉，從擁有帝位繼承權的帝國公爵當家中選出皇帝。因此，貴族針對貴族院進行賄絡、圖利、施壓等行徑屢見不鮮，從未舉辦過一場公正的選舉。最後被奧利弗·斯托羅姆（奧利維拉·馮·史特拉迪烏斯）為首的魔人所毀滅。之後被其他國家稱為「舊帝國」。
伊蘇神聖國
創神教的總部。四大國之一，但布魯斯菲亞帝國滅亡後改稱為三大國之一。
艾爾斯自由貿易同盟國
一個以商業為主流的共和制國家。四大國之一，但布魯斯菲亞帝國滅亡後改稱為三大國之一。
不存在貴族和皇室成員，而是從商人中選舉州長或總統。
庫瓦隆
東方大國，位於艾爾斯以東，中間有大沙漠及大山脈隔開。由於地理條件，使用步行或馬車等交通方式由庫瓦隆前往艾爾斯需要花費一年的時間，因此兩國幾乎沒有任何互動。庫瓦隆是龍的聚居地，因此盛產龍皮革。另外庫瓦隆亦產出大量魔石。史前文明的遺跡亦遍布全國。

### 其他
魔物獵人
以獵殺魔物為生的職業。由於該職業以實力主義至上，所以實力強的獵人能賺取不少收入，反而毫無實力的弱者甚至無法維持一天的生計。然而，只要擁有能夠討伐魔物的實力，不論是誰都能從事該職業，即使是剛成年的學生也能夠勝任，如西恩等人也會兼職魔物獵人的工作。
魔物獵人協會
原為「素材收購中心」，但討伐魔物本身即可獲得報酬，且有國家補助，因此改稱魔物獵人協會，其不須註冊即可使用協會之服務。舊帝國將其作為國營事業以獲取獵人們個人資訊，以免獵人們以其戰鬥技巧發動叛亂。
換刃劍
賓恩工坊和沃夫特商會的商品之一，由西恩、東尼和馬克三人共同構思改良型的振動劍時所產生的武器，再由賓恩工坊負責製作。因此，在賓恩工坊販賣此劍所賺取的利潤中，西恩和東尼可獲得部分利潤作為創意費。
劍柄加裝以彈簧為基礎的機關，可以快速替換劍刃。由於比較便利，而且該設計能節省成本，所以在奧古斯都的建議下被軍方大量訂購，成為亞爾斯海特王國軍隊的制式裝備。
由於振動劍的附魔「超音波振動」能讓各種金屬變得極為鋒利，所以振動劍的劍身極薄。此外，克莉絲汀娜認為換刃劍替換劍刃的功能仍有發展空間，所以她所使用的換刃劍為特別訂製，彈簧較其他換刃劍強，能在替換劍刃的同時將劍刃彈射出去。
創神教
在異世界中唯一的宗教，所以於各國中都有信徒。
龍（Dragon）
外形如同蜥蜴的巨大動物，只有草食系和肉食系的分別。不是虛構故事中的飛龍，被西恩理解為跟前世的恐龍同樣的物種。
據梅莉達所言，由於龍的身體各部分為高級素材，而被懂得魔法的人類過度獵殺，導致該物種將近滅絕，目前被某些國家所保護。
東方大國庫瓦隆卻是龍的聚居地，數量眾多。

## 出版書籍

### 輕小說
| 卷數        | 副標題     | 副標題                 | enterbrain     | enterbrain             | 台灣角川      | 台灣角川               |
| 卷數        | 日文副標題 | 中文副標題             | 發售日期       | ISBN                   | 發售日期      | ISBN                   |
| ----------- | ---------- | ---------------------- | -------------- | ---------------------- | ------------- | ---------------------- |
| 1           |            | 顛覆常識的新生         | 2015年7月30日  | ISBN 978-4-04-105036-1 | 2017年2月13日 | ISBN 978-986-473-526-6 |
| 2           |            | 破天荒的新英雄         | 2015年10月30日 | ISBN 978-4-04-730766-7 | 2017年5月24日 | ISBN 978-986-473-676-8 |
| 3           |            | 史上最強的魔法師團     | 2016年2月29日  | ISBN 978-4-04-730977-7 | 2017年9月27日 | ISBN 978-986-473-871-7 |
| 4           |            | 天下無雙的魔王降臨     | 2016年7月30日  | ISBN 978-4-04-734219-4 | 2018年1月18日 | ISBN 978-957-564-012-5 |
| 5           |            | 狂瀾怒濤的三國會談     | 2016年11月30日 | ISBN 978-4-04-734349-8 | 2018年5月14日 | ISBN 978-957-564-187-0 |
| 6           |            | 英姿颯爽的神使降臨     | 2017年3月30日  | ISBN 978-4-04-734540-9 | 2018年8月23日 | ISBN 978-957-564-355-3 |
| 7           |            | 豪勇無雙的英雄再臨     | 2017年9月30日  | ISBN 978-4-04-734777-9 | 2019年2月26日 | ISBN 978-957-564-752-0 |
| 8           |            | 游嬉宴樂的英雄誕生祭   | 2018年3月30日  | ISBN 978-4-04-735053-3 | 2019年5月22日 | ISBN 978-957-564-917-3 |
| 9           |            | 驚天動地的魔人來襲     | 2018年12月29日 | ISBN 978-4-04-735427-2 | 2019年9月26日 | ISBN 978-957-743-148-6 |
| 10          |            | 不屈不撓的魔王陛下     | 2019年6月29日  | ISBN 978-4-04-735671-9 | 2020年8月24日 | ISBN 978-957-743-925-3 |
| 11          |            | 一騎當千的新英雄       | 2019年10月30日 | ISBN 978-4-04-735758-7 | 2021年3月17日 | ISBN 978-986-524-278-7 |
| 12          |            | 合緣奇緣的夥伴們（暫） | 2020年3月30日  | ISBN 978-4-04-736024-2 |               |                        |
| 13          |            |                        | 2020年9月30日  | ISBN 978-4-04-736186-7 |               |                        |
| 14          |            |                        | 2021年3月30日  | ISBN 978-4-04-736507-0 |               |                        |
| 15          |            |                        | 2021年9月30日  | ISBN 978-4-04-736780-7 |               |                        |
| 16          |            |                        | 2022年2月28日  | ISBN 978-4-04-736930-6 |               |                        |
| 17          |            |                        | 2022年11月30日 | ISBN 978-4-04-737234-4 |               |                        |
| Extra Story |            |                        |                |                        |               |                        |
| 1           |            |                        | 2017年11月30日 | ISBN 978-4-04-734888-2 |               |                        |
| 2           |            |                        | 2018年7月30日  | ISBN 978-4-04-735227-8 |               |                        |
| SP          |            |                        |                |                        |               |                        |
| 1           |            |                        | 2019年3月30日  | ISBN 978-4-04-735551-4 |               |                        |

### 漫畫
賢者之孫
| 卷數 | 角川書店       | 角川書店               | 台灣角川       | 台灣角川               |
| 卷數 | 發售日期       | ISBN                   | 發售日期       | ISBN                   |
| ---- | -------------- | ---------------------- | -------------- | ---------------------- |
| 1    | 2016年11月26日 | ISBN 978-4-04-105036-1 | 2018年1月18日  | ISBN 978-957-853-178-9 |
| 2    | 2017年2月25日  | ISBN 978-4-04-105536-6 | 2018年5月14日  | ISBN 978-957-564-218-1 |
| 3    | 2017年4月25日  | ISBN 978-4-04-105537-3 | 2018年11月15日 | ISBN 978-957-564-563-2 |
| 4    | 2017年7月26日  | ISBN 978-4-04-105786-5 | 2019年5月22日  | ISBN 978-957-564-941-8 |
| 5    | 2017年10月24日 | ISBN 978-4-04-105787-2 | 2019年5月22日  | ISBN 978-957-564-942-5 |
| 6    | 2018年2月2日   | ISBN 978-4-04-105789-6 | 2019年8月15日  | ISBN 978-957-743-169-1 |
| 7    | 2018年7月3日   | ISBN 978-4-04-106931-8 | 2020年3月25日  | ISBN 978-957-743-597-2 |
| 8    | 2018年10月4日  | ISBN 978-4-04-106932-5 | 2020年3月25日  | ISBN 978-957-743-598-9 |
| 9    | 2018年12月29日 | ISBN 978-4-04-106933-2 | 2020年3月25日  | ISBN 978-957-743-599-6 |
| 10   | 2019年3月30日  | ISBN 978-4-04-106934-9 | 2020年8月13日  | ISBN 978-957-743-902-4 |
| 11   | 2019年4月26日  | ISBN 978-4-04-108121-1 | 2020年8月13日  | ISBN 978-957-743-903-1 |
| 12   | 2019年9月10日  | ISBN 978-4-04-108122-8 | 2020年10月19日 | ISBN 978-986-524-010-3 |
| 13   | 2020年2月4日   | ISBN 978-4-04-108123-5 | 2020年10月19日 | ISBN 978-986-524-011-0 |
| 14   | 2020年7月10日  | ISBN 978-4-04-108124-2 |                |                        |
| 15   | 2020年10月10日 | ISBN 978-4-04-109900-1 |                |                        |
| 16   | 2021年2月10日  | ISBN 978-4-04-109917-9 |                |                        |
| 17   | 2021年7月9日   | ISBN 978-4-04-111470-4 |                |                        |
| 18   | 2021年11月9日  | ISBN 978-4-04-111471-1 |                |                        |
| 19   | 2022年3月10日  | ISBN 978-4-04-111472-8 |                |                        |
| 20   | 2022年9月9日   | ISBN 978-4-04-112620-2 |                |                        |
| 21   | 2023年2月10日  | ISBN 978-4-04-113256-2 |                |                        |
| 22   | 2023年6月9日   | ISBN 978-4-04-113697-3 |                |                        |
| 23   | 2023年12月7日  | ISBN 978-4-04-114242-4 |                |                        |
| 24   | 2024年4月9日   | ISBN 978-4-04-114643-9 |                |                        |
| 25   | 2024年10月10日 | ISBN 978-4-04-115271-3 |                |                        |
| 26   | 2025年3月10日  | ISBN 978-4-04-115798-5 |                |                        |
| 27   | 2025年8月7日   | ISBN 978-4-04-116417-4 |                |                        |

賢者之孫 Extra Story
| 卷數 | 角川書店       | 角川書店               |
| 卷數 | 發售日期       | ISBN                   |
| ---- | -------------- | ---------------------- |
| 1    | 2019年3月30日  | ISBN 978-4-04-108016-0 |
| 2    | 2020年2月4日   | ISBN 978-4-04-108017-7 |
| 3    | 2020年10月10日 | ISBN 978-4-04-109924-7 |
| 4    | 2021年7月9日   | ISBN 978-4-04-111468-1 |
| 5    | 2022年3月10日  | ISBN 978-4-04-112276-1 |
| 6    | 2023年2月10日  | ISBN 978-4-04-113255-5 |
| 7    | 2024年4月9日   | ISBN 978-4-04-114241-7 |

賢者之孫SP
| 卷數 | 角川書店       | 角川書店               |
| 卷數 | 發售日期       | ISBN                   |
| ---- | -------------- | ---------------------- |
| 1    | 2020年2月4日   | ISBN 978-4-04-109051-0 |
| 2    | 2020年10月10日 | ISBN 978-4-04-109928-5 |
| 3    | 2021年7月9日   | ISBN 978-4-04-111469-8 |
| 4    | 2022年9月9日   | ISBN 978-4-04-112275-4 |

賢者之孫SS
| 卷數 | 角川書店      | 角川書店               |
| 卷數 | 發售日期      | ISBN                   |
| ---- | ------------- | ---------------------- |
| 1    | 2020年7月10日 | ISBN 978-4-04-109474-7 |
| 2    | 2021年2月10日 | ISBN 978-4-04-109475-4 |
| 3    | 2021年11月9日 | ISBN 978-4-04-112111-5 |

### 畫集
| 標題 | 發售日期      | ISBN                   |
| ---- | ------------- | ---------------------- |
|      | 2019年3月30日 | ISBN 978-4-04-735549-1 |

## 電視動畫
電視動畫於2019年4月10日起 23:00 AT-X電視台晚上首播。

### 製作人員
- 原作：吉岡剛（KADOKAWA）
- 人物原案：菊池政治、緒方俊輔
- 監督：田村正文
- 系列構成：高橋龍也
- 人物設定、總作畫監督：澤入祐樹
- 美術監督：三宅昌和
- 色彩設計：重富英里
- 攝影監督：佐藤敦
- 編輯：瀧川三智
- 音響監督：土屋雅紀（日语：土屋雅紀）
- 音響製作：Glovision（日语：グロービジョン）
- 音樂：大谷幸
- 音樂製作：愛貝克思影業（日语：エイベックス・ピクチャーズ）
- 動畫製作：SILVER LINK.
- 製作：賢孫製作委員會

### 主題曲
片頭曲
作詞：廣瀨祐輝、金子麻友美，作曲：廣瀨祐輝，編曲：久下真音，主唱：i☆Ris
片尾曲
作詞：（Elements Garden），作曲、編曲：都丸椋太（Elements Garden），主唱：吉七味。

### 各話列表
| 話數   | 日文標題 | 中文標題             | 劇本     | 分鏡              | 演出              | 作畫監督                                                                                       | 原作小說          |
| ------ | -------- | -------------------- | -------- | ----------------- | ----------------- | ---------------------------------------------------------------------------------------------- | ----------------- |
| 第1話  |          | 不懂世故，立於王都   | 高橋龍也 | 田村正文          | 田村正文          | 佐藤香織、水崎健太                                                                             | 第1卷             |
| 第2話  |          | 打破常識的新生       | 高橋龍也 | 田村正文          | 田村正文          | 今田茜、船越麻友美 壽夢龍、森本明慧                                                            | 第1卷             |
| 第3話  |          | 緊急事態發生！       | 雜破業   | 田村正文          | 堀內勇冶          | 佐藤香織、本田創一 重國浩子、船越麻友美 水崎健太                                               | 第1卷             |
| 第4話  |          | 黑幕名為             | 雜破業   | 福多潤            | 五味伸介          | 澤入祐樹、佐藤香織 水崎健太、船越麻友美 久松沙紀、青木真理子 松浦里美                          | 第1卷             |
| 第5話  |          | 破天荒的新英雄       | 雜破業   | 西田正義          | 伊部勇志          | 今田茜、壽夢龍 久松沙紀、永井里奈 秋田英人、前原薰                                               | 第2卷             |
| 第6話  |          | 開戰與共同訓練       | 雜破業   | 渡邊慎一          | 田村正文 伊部勇志 | 佐藤香織、澤入祐樹 船越麻友美、水崎健太                                                        | 第2卷             |
| 第7話  |          | 去合宿吧！           | 高橋龍也 | 田村正文          | 伊部勇志          | 佐藤香織、水崎健太 今田茜、井上美香 田村正文                                                   | 第2卷             |
| 第8話  |          | 星空下的起誓         | 高橋龍也 | 川村賢一          | 田村正文          | 水崎健太、久松沙紀 重國浩子、上西麻耶 佐藤香織、澤入祐樹 田村正文                              | 第2卷、 部分第4卷 |
| 第9話  |          | 孫與魔道具與婚約披露 | 雜破業   | 西田正義 田村正文 | 堀內勇冶          | 澤入祐樹、佐藤香織 今田茜、水崎健太 山本月穗、田村正文                                         | 第3卷             |
| 第10話 |          | 滅亡的帝國           | 雜破業   | 西田正義          | 五味伸介          | 澤入祐樹、五味伸介 佐藤香織、水崎健太 久松沙紀、高野菜央 重國浩子、田村正文                    | 第3卷             |
| 第11話 |          | 史上最強的魔法師集團 | 高橋龍也 | 西田正義 田村正文 | 伊部勇志          | 佐藤香織、水崎健太 久松沙紀、前嶋弘史 木下由美子、高野菜央 山本月穗、金正男 工藤公聖、田村正文 | 第3卷             |
| 第12話 |          | 然後，向著世界…      | 高橋龍也 | 田村正文          | 田村正文          | 水崎健太、久松沙紀 佐藤香織、山本月穗 高野菜央、田村正文                                       | 第3卷             |

### 播放電視台
日本深夜動畫：下文記載的日本国内播放時間使用日本標準時間（UTC+9）表示。因為部分時間标识會採用30小时制，因此請留意这类超过24:00的时间，其實際播放時間為翌日清晨。
| 播放日期        | 播放時間                           | 播放電視台               | 播放區域   | 備註                                                 |
| --------------- | ---------------------------------- | ------------------------ | ---------- | ---------------------------------------------------- |
| 2019年4月10日 - | 星期三 23:30 - 星期四 24:00        | AT-X                     | 日本全域   | 製作参加 / 日本衛星電視廣播(CS衛星頻道) / 節目有重播 |
| 2019年4月11日 - | 星期四 26:20 - 26:50（星期三深夜） | ABC電視台                | 近畿廣域圏 | 製作参加 / 『星期三動畫』第1部                       |
|                 | 星期四 23:30 - 星期五 24:00        | 東京都會電視台(TOKYO MX) | 東京都     |                                                      |
|                 |                                    | 日本BS放送(BS11)         | 日本全域   | 製作参加 / 日本衛星電視廣播(BS衛星頻道) / 『ANIME+』 |

### BD與DVD
| 卷數 | 發售日期      | 收錄話數       | 規格編號  | 規格編號   |
| 卷數 | 發售日期      | 收錄話數       | BD版      | DVD版      |
| ---- | ------------- | -------------- | --------- | ---------- |
| 1    | 2019年7月24日 | 第1話 ~ 第4話  | KAXA-7751 | KABA-10691 |
| 2    | 2019年8月23日 | 第5話 ~ 第8話  | KAXA-7752 | KABA-10692 |
| 3    | 2019年9月25日 | 第9話 ~ 第12話 | KAXA-7753 | KABA-10693 |

## 游戏版
KICK ASS制作的手机游戏《贤者之孙～究极魔法传说～》于2020年2月27日正式公开配信。

## 外部連結
- （日語）賢者の孫特色網站 （页面存档备份，存于）
- （日語）賢者の孫 （页面存档备份，存于） - 漫畫網站ヤングエースUP
- （日語）賢者の孫 - 成為小說家吧
- （日語）電視動畫「賢者之孫」公式官網 （页面存档备份，存于）
- （日語）賢者之孫的X（前Twitter）
- （日語）【公式】賢者の孫〜究極魔法伝説(レジェンドオブアルティメットマジシャンズ)〜 【レジマジ】 （页面存档备份，存于）